# 미얀마 국제항공의 운항 노선
미얀마 국제항공의 운항 노선은 다음과 같다.

## 운항 노선

### 동아시아
- 대한민국
  - 서울 - 인천국제공항
- 중화인민공화국
  - 광저우 - 광저우 바이윈 국제공항
  - 난창 - 난창 창베이 국제공항
  - 쿤밍 - 쿤밍 창수이 국제공항
  - 푸저우 - 푸저우 창러 국제공항
  - 항저우 - 항저우 샤오산 국제공항
  - 허페이 - 허페이 신차오 국제공항
  - 지난 - 지난 야오창 국제공항
  - 진장 - 콴저우 진장 국제공항
  - 린이 - 린이 량장 국제공항
  - 난징 - 난징 루커우 국제공항
  - 닝보 - 닝보 리서 국제공항
  - 칭다오 - 칭다오 류팅 국제공항
  - 옌타이 - 옌타이 펑라이 국제공항
- 일본
  - 오사카 - 간사이 국제공항
- 중화민국
  - 타이베이 - 타이완 타오위안 국제공항

### 동남아시아
- 미얀마
  - 양곤 - 양곤 국제공항 메인 허브
  - 만달레이-  만달레이 국제공항 허브
- 싱가포르
  - 싱가포르 - 싱가포르 창이 국제공항
- 태국
  - 방콕 - 수완나품 국제공항

### 남아시아
- 인도
  - 가야 - 가야 공항 계절편
  - 콜카타 - 네타지 수바스 찬드라 보스 국제공항